# 위닝일레븐 온라인
《위닝일레븐 온라인》(Winning Eleven Online)은 NHN엔터테인먼트와 코나미가 공동 제작하여 2012년 네이버에서 서비스 되었던 대한민국의 온라인 축구 게임이다. 2013년 12월 26일 서비스를 종료하고 위닝일레븐 온라인 2014로 서비스했으나 2014년 11월 19일에 서비스를 종료하였다.

## 해설
- 캐스터 김동완
- 해설 서형욱

## 같이 보기
- 위닝 일레븐
- 월드 사커 위닝 일레븐 2014
- FIFA 온라인 3
- 차구차구
- 프리스타일 풋볼